# Đội tàu chiến Bắc Kỳ
Đội tàu chiến Bắc Kỳ (tiếng Pháp: flotille de Tonkin) là một đơn vị của Pháp được thành lập vào mùa hè năm 1883 với nhiệm vụ bình định các dòng sông và vùng nước ở đồng bằng Bắc Bộ Việt Nam. Ngoài ra, đơn vị này còn được giao nhiệm vụ hỗ trợ di chuyển Quân đoàn viễn chinh Bắc Kỳ và đã tham gia các trận Kép (tháng 10/1884), Tuyên Quang (10-11/1884 và 2-3/1885).

## Ảnh các tàu chiến của Đội tàu chiến Bắc Kỳ

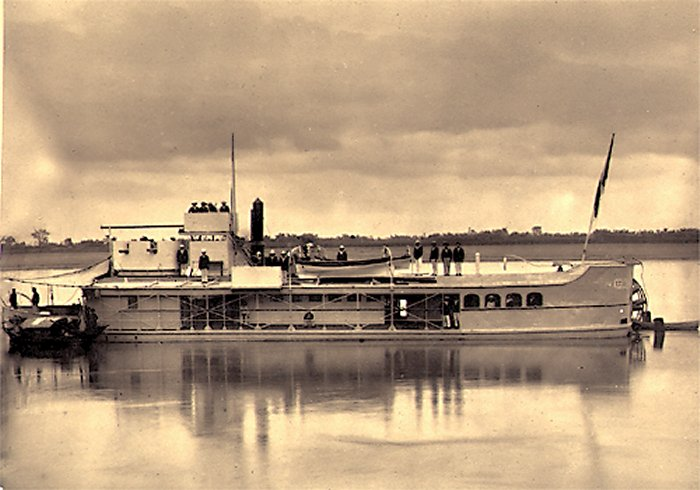
Éclair
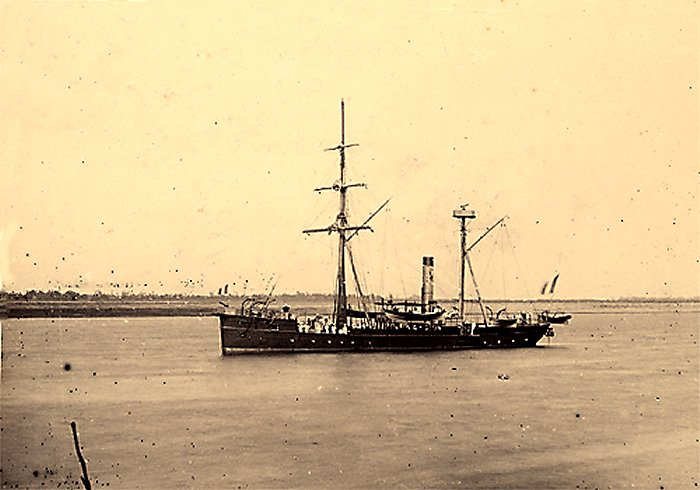
Fanfare
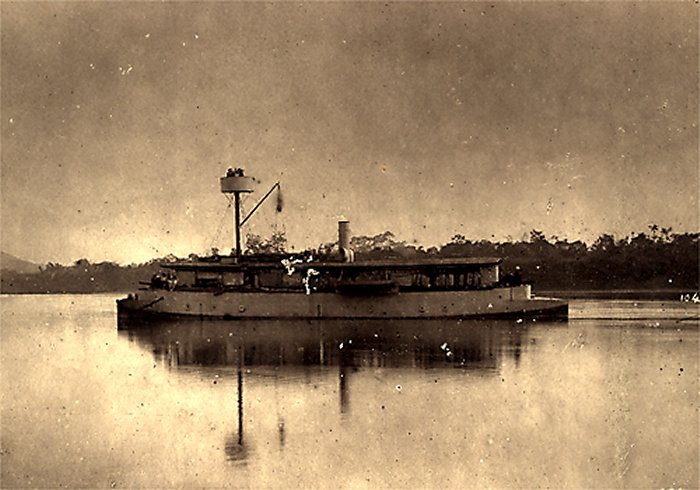
Mutine
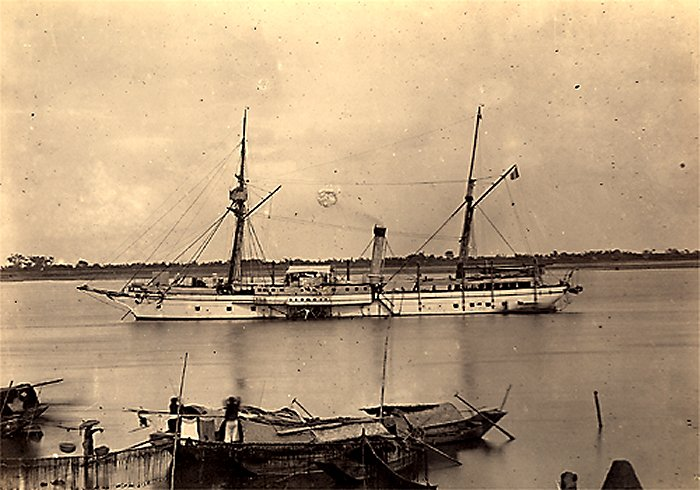
Pluvier
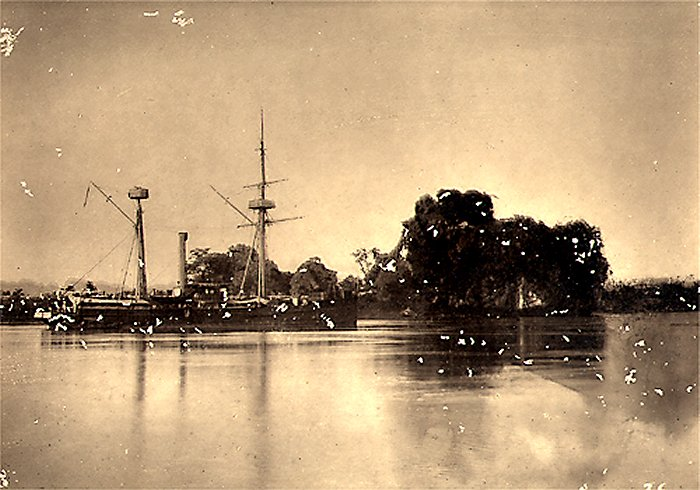
Surprise
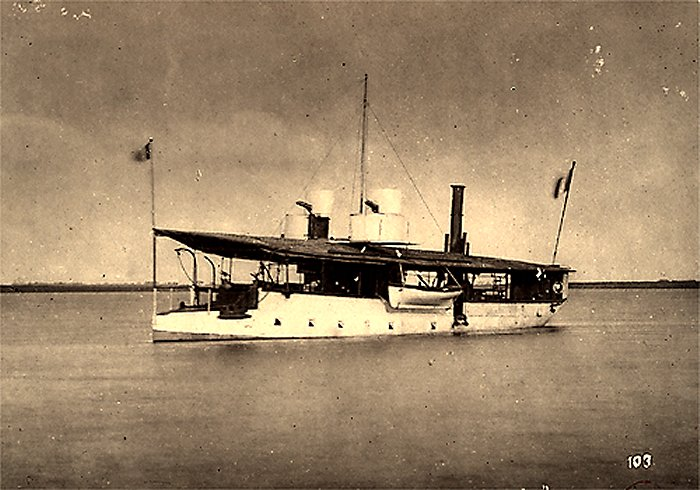
Yatagan